# Victor Raider-Wexier
Victor Raider-Wexler (nascido em 31 de dezembro de 1943) é ator estadunidense.

## Carreira
Raider-Wexler começou sua carreira na década de 1970. Ele era o gerente de palco para a peça da Broadway 1976 Best Friend. Na década de 1980, Wexler começou a atuar em episódios de séries como Kate & Allie e Crime Story . No entanto, a carreira de Wexler progrediu na década de 1990 com cerca de 45 créditos na década. Wexler apareceu emThe Wonder Years, Friends, Murder One, ER, Married… with Children, Alright Already, Dharma & Greg, Everybody Loves Raymond, House MD, Without a Trace e The War at Home. Talvez por causa de sua voz firme e baixa, Wexler geralmente faz muitos papeís de advogado, juiz ou um médico. Evidência disso são as suas aparições em A Friend to Die For, Murder One, Friends, Living Single, Buddy Faro, The Michael Richards Show, Three Sisters, Judging Amy, Sabrina, the Teenage Witch, The King of Queens, NYPD Blue, Boston Legal e Seinfeld. Ele também teve um pequeno papel em The Godfather ,interpretando um dos chefes de famílias mais importantes.

## Ligações Externas
- Victor Raider-Wexier. no IMDb.